# Erigone tristis
Erigone tristis är en spindelart som först beskrevs av Banks 1892.  Erigone tristis ingår i släktet Erigone och familjen täckvävarspindlar. Inga underarter finns listade i Catalogue of Life.